# Milonia albula
Milonia albula là một loài nhện trong họ Araneidae.
Loài này thuộc chi Milonia. Milonia albula được Octavius Pickard-Cambridge miêu tả năm 1899.